# The TryForce
The TryForce är den amerikanska komedigruppen Starbombs tredje studioalbum släppt 19 april 2019. Albumets låtar är parodier på TV-spel.
Det var redan indikerat att Starbomb skulle göra ett tredje album den 25 december 2015 av Arin Hanson, en av gruppens medlemmar. Albumet var egentligen planerat att släppas i december 2018.

## Låtlista
| Nr           | Titel                               | Parodi                              | Längd |
| ------------ | ----------------------------------- | ----------------------------------- | ----- |
| 1.           | "Intro (Try)"                       |                                     | 1:05  |
| 2.           | "Hardest Fucking Game in the World  | Dark Souls                          | 2:39  |
| 3.           | "A Boy and His Boat"                | The Legend of Zelda: The Wind Waker | 2:17  |
| 4.           | "Filling in the Name Of"            | Tetris                              | 2:21  |
| 5.           | "Welcome to Mario Party"            | Mario Party                         | 2:57  |
| 6.           | "Dream Daddy: A Dad Dating Skit"    | Dream Daddy: A Dad Dating Simulator | 0:37  |
| 7.           | "Donkey Kong Joonyer"               | Donkey Kong Jr.                     | 2:19  |
| 8.           | "A Wild Guitar Solo Appears!"       | Pokémon                             | 3:03  |
| 9.           | "The Simple Plot of Kingdom Hearts" | Kingdom Hearts                      | 3:00  |
| 10.          | "Arin Checks the Mic"               |                                     | 1:14  |
| 11.          | "Blowing the Payload"               | Overwatch                           | 2:54  |
| 12.          | "Vegeta's Serenade"                 | Dragon Ball                         | 3:46  |
| 13.          | "This Song Sucks"                   | Olika                               | 3:30  |
| 14.          | "Outro (Force)"                     |                                     | 0:35  |
| Total längd: | Total längd:                        | Total längd:                        | 32:17 |

## Musiker
- Dan Avidan – sång
- Arin Hanson – sång
- Brian Wecht – keyboard